# ロバート・パターソン (軍人)
ロバート・パターソン（英:Robert Patterson、1792年1月12日-1881年8月7日）は、米墨戦争と南北戦争開始時点でのアメリカ陸軍少将である。

## 初期の経歴と米英戦争
パターソンはアイルランドのティロン県カッパークで生まれた。その家族は、父が暴動に関与したためにアイルランドから追放された。1799年、パターソンはアメリカ合衆国に移民し、若い頃から銀行業務に関わるようになった。教育は公立学校で受け、その後フィラデルフィアの会計事務所で事務員になった。米英戦争（1812年-1815年）の時は軍務に志願し、第2ペンシルベニア民兵隊で大尉から大佐まで昇進し、その後アメリカ陸軍に加わった。主計総監部で勤務し1815年に大尉として除隊した。戦後、ペンシルベニア州の政界で影響力ある者になった。

## 米墨戦争での従軍
米墨戦争が勃発したとき、パターソンは志願兵の少将に任官され、タンピコ遠征の時には占領軍の第2師団長となり、ベラクルスへの遠征では指揮官と考えられたが、その任務はウィンフィールド・スコットに渡った。しかし、パターソンはその志願兵師団長となり、ベラクルス包囲戦やセルロ・ゴードの戦いに参加し、セルロ・ゴードでは負傷した。メキシコ軍を追撃するアメリカ軍を率い、ハラパの町には最初に入る者となった。アメリカ軍がハラパに駐屯している間に、志願兵部隊の徴兵期間が過ぎたのでこれらの部隊と共にアメリカに戻った。その後はペンシルベニアで事業経営に復帰し、綿糸工場を30箇所手に入れて極めて裕福になった。フィラデルフィアの政界では再度影響力ある者になった。

## 南北戦争での従軍
南北戦争の開始でパターソンは再度軍務に戻った。ペンシルベニア志願兵隊の少将に指名され、ペンシルベニア軍管区部隊（シェナンドー軍とも呼ばれる）を指揮した。1861年、このときアメリカ陸軍総司令官だったウィンフィールド・スコットがハーパーズ・フェリーを取り返すために曖昧な命令をパターソンに送った。パターソンはこれらの命令に即座に行動することができず、ホークスランの戦いでは敵に裏を掛かれ、バージニア州ウィンチェスターにいたジョセフ・ジョンストン准将の南軍が第一次ブルランの戦いの戦場に行軍して補強することを可能にしてしまった。パターソンは敵軍を食い止めておくことができなかったことで、広く批判され、不名誉な解任を受け、1861年7月遅くには陸軍から除隊ということになった。

## 戦後
パターソンはその綿糸製造業に戻り、『1861年のシェナンドー渓谷における作戦の叙述』という本を書き、1865年に出版した。また1867年から1881年までアステック・クラブ1847の会長を務めた。パターソンは1881年にフィラデルフィアで死に、ローレルヒル墓地に埋葬されている。息子のフランシス・エンゲル・パターソンとその義理の息子ジョン・ジョセフ・アバークロンビーは二人とも南北戦争の時に北軍の将軍を務めた。